# 앨시아 깁슨
앨시아 닐 깁슨(Althea Neale Gibson, 1927년 8월 25일~2003년 9월 28일)은 미국의 테니스 선수이자 프로 골퍼로, 국제 테니스에서 색깔 장벽을 넘은 최초의 흑인 선수 중 한 명이다. 1956년, 그녀는 프랑스 오픈에서 그랜드 슬램 대회에서 우승한 최초의 흑인 선수가 되었다. 다음 해에는 윔블던과 US 내셔널스(US 오픈의 전신)에서 모두 우승했으며, 1958년에도 다시 두 대회에서 우승하고 양년 모두 AP통신으로부터 올해의 여성 선수로 선정되었다. 총 11개의 그랜드 슬램 타이틀을 획득했는데, 단식 5개, 복식 5개, 혼합 복식 1개이다. 테니스 동시대인이자 비너스와 세리나 윌리엄스의 전 코치였던 밥 라일랜드는 "그녀는 역사상 가장 위대한 선수 중 한 명이다. 마르티나 [나브라틸로바]도 그녀를 따라올 수 없었다. 내 생각에 그녀는 윌리엄스 자매를 이길 것이다."라고 말했다. 깁슨은 1971년에 국제 테니스 명예의 전당에 그리고 1980년에 국제 여성 스포츠 명예의 전당에 헌액되었다. 1960년대 초에는 레이디스 프로페셔널 골프 협회에 참가한 최초의 흑인 선수가 되기도 했다.
인종 차별과 편견이 스포츠와 사회 전반에 만연했던 시기에 깁슨은 종종 재키 로빈슨에 비유되었다. 빌리 진 킹은 "그녀의 성공으로 가는 길은 험난했지만, 나는 그녀가 물러서는 것을 본 적이 없다"고 말했다. 전 뉴욕 시장 데이비드 딩킨스는 "그녀는 모두에게 영감을 주었다. 흑인으로서 테니스를 하는 것이 엄청나게 어려웠던 시기에 그녀가 해낸 일들 때문이었다"고 언급했다. 비너스 윌리엄스는 "이처럼 위대한 발자취를 따른 것을 영광으로 생각한다"고 썼다. "그녀의 업적은 나의 성공을 위한 발판을 마련했으며, 나와 세리나, 그리고 앞으로 올 많은 선수들을 통해 그녀의 유산은 계속 이어질 것이다."

## 어린 시절과 교육
패배자는 언제나 문제의 일부이며, 승자는 언제나 해답의 일부이다. 패배자는 언제나 변명을 늘어놓고, 승자는 언제나 계획을 가지고 있다. 패배자는 가능할 수도 있지만 어렵다고 말하고, 승자는 어려울 수도 있지만 가능하다고 말한다.
깁슨은 1927년 8월 25일 사우스캐롤라이나주 클래런던군 실버라는 마을에서 대니얼과 애니 벨 깁슨 부부의 딸로 태어났는데, 부모님은 면화 농장에서 소작농으로 일했다. 미국의 대공황은 나머지 지역보다 남부 시골 농부들에게 더 빨리 닥쳤고, 그래서 1930년 가족은 흑인 대이동의 일환으로 할렘으로 이주하여 앨시아의 세 자매와 형제가 태어났다.
그들의 아파트는 143번가(레녹스 애비뉴와 7번가 사이)에 위치해 있었는데, 이곳은 경찰 체육 연맹 놀이 공간으로 지정되어 있었다. 낮 시간 동안에는 바리케이드가 설치되어 동네 아이들이 조직적인 스포츠를 할 수 있었다. 깁슨은 패들 테니스에 빠르게 능숙해졌고, 1939년 12세의 나이로 뉴욕 시 여자 패들 테니스 챔피언이 되었다.
깁슨은 13세에 학교를 그만두고, 아버지가 가르쳐준 복싱 기술을 사용하여 나중에 "거리 싸움", 여자 농구, 영화 관람이라고 부를 삶을 살았다. 아버지의 폭력적인 행동을 두려워한 그녀는 학교를 중퇴한 후 학대받는 아이들을 위한 가톨릭 보호소에서 얼마 동안 살았다.
1940년, 깁슨의 이웃들은 돈을 모아 할렘의 슈거힐에 있는 코스모폴리탄 테니스 클럽의 주니어 회원권과 레슨 비용을 마련했다. 처음에는 깁슨이 테니스를 좋아하지 않았다. 그녀는 테니스가 약한 사람들을 위한 스포츠라고 생각했다. 그녀는 "매치에서 질 때마다 상대방과 싸우고 싶었다"고 설명했다. 1941년, 그녀는 첫 토너먼트인 미국 테니스 협회(ATA) 뉴욕주 챔피언십에 참가하여 우승했다. 그녀는 1944년과 1945년에 ATA 전국 선수권 대회 여자 부문에서 우승했으며, 1946년 여자 결승에서 패배한 후 1947년 첫 번째 ATA 여자 전국 타이틀을 획득했고 이후 10년 연속 우승을 차지했다. 그녀는 "나는 하느님의 은혜로 비범하고 재능 있는 소녀라는 것을 알았다"고 썼다. "나는 나 자신에게 그것을 증명할 필요가 없었다. 나는 단지 상대방에게 그것을 증명하고 싶었을 뿐이다."
깁슨의 ATA 성공은 아프리카계 미국인 테니스 커뮤니티에서 활동했던 월터 존슨 박사의 관심을 끌었다. 존슨의 후원 아래—그는 나중에 아서 애시도 멘토링했다—깁슨은 더 발전된 교육과 더 중요한 대회에 참여할 수 있었고, 나중에는 미국 잔디 테니스 협회(USLTA, 나중에 USTA로 알려짐)에도 참여하게 되었다.
1946년, 그녀는 또 다른 의사이자 테니스 운동가인 휴버트 A. 이튼의 후원으로 윌밍턴, 노스캐롤라이나로 이주했고, 인종 분리 정책이 시행되던 윌리스턴 산업 고등학교에 입학했다. 1949년, 그녀는 USTA의 전국 실내 선수권 대회에서 준준결승에 진출하며 최초의 흑인 여성 선수이자 두 번째 흑인 선수(레지널드 위어에 이어)가 되었다. 같은 해 후반에 그녀는 전액 스포츠 장학금을 받고 플로리다 A&M 대학교에 입학했으며 알파 카파 알파 여성 클럽의 베타 알파 지부 회원이었다.

## 아마추어 경력
엘리트 수준 선수로서 그녀의 명성이 높아지고 있음에도 불구하고, 깁슨은 사실상 최고의 미국 토너먼트인 미국 내셔널 챔피언십(현재 US 오픈)에 출전하는 것이 금지되었다. USTA 규정은 공식적으로 인종이나 민족 차별을 금지했지만, 선수들은 승인된 토너먼트에서 점수를 쌓아 내셔널에 참가 자격을 얻었으며, 대부분의 토너먼트는 백인 전용 클럽에서 개최되었다. 1950년, ATA 관계자들과 은퇴한 챔피언 앨리스 마블의 강도 높은 로비(그녀는 잡지 <아메리칸 론 테니스>에 신랄한 공개 서한을 발표했다)에 따라, 깁슨은 내셔널에 초청된 최초의 흑인 선수가 되었으며, 23세 생일 며칠 후 포리스트힐스에서 데뷔했다. 그녀는 빗방울로 지연된 3세트 경기에서 현 윔블던 챔피언이자 전 US 내셔널 우승자인 루이즈 브로에게 아슬아슬하게 패했지만, 그녀의 참여는 광범위한 국내외 언론의 주목을 받았다. 당시 언론인 레스터 로드니는 "어떤 흑인 선수도, 남자든 여자든, 이 코트에 발을 들여놓은 적이 없다"고 썼다. "여러 면에서 이것은 재키 로빈슨이 브루클린 다저스 더그아웃에 처음 발을 들여놓았을 때보다도 더 힘든 개인적인 짐크로 깨기 과제였다."
1951년에 깁슨은 자메이카에서 열린 카리브해 선수권 대회에서 첫 국제 타이틀을 획득했고, 그해 말에 윔블던에서 처음으로 출전한 흑인 선수 중 한 명이 되었지만, 3라운드에서 베벌리 베이커에게 패했다. 1952년에 그녀는 USTA에 의해 전국 7위로 평가되었다. 1953년 봄에 그녀는 플로리다 A&M을 졸업하고 제퍼슨시티, 미주리주의 링컨 대학교에서 체육 교사로 일하게 되었다. 링컨 대학교에서 2년 동안 그녀는 공개적으로 이름을 밝히지 않은 미국 육군 장교와 연애 관계에 있었고, 여성 군단에 입대하는 것을 고려했다. 1955년 미국 국무부가 햄 리처드슨, 밥 페리, 캐롤 파게로스와 함께 시범 경기를 위해 아시아 친선 투어에 보냈을 때 그녀는 입대를 포기했다. 그들이 방문한 국가들—버마, 실론, 인도, 파키스탄, 태국—의 많은 아시아인들은 "앨시아를 유색인 여성으로 느끼고 그녀가 공식 미국 대표단의 일원임을 보게 되어 기뻐했다. 인종 문제로 씨름하던 미국 팀은 앨시아에게 해답을 구하거나 적어도 직접적인 관점을 얻으려 했다." 깁슨은 6주간의 투어 동안 자신감을 헤아릴 수 없을 정도로 강화했다. 투어가 끝난 후, 그녀는 해외에 머물면서 세계 최고의 선수들과의 18개 토너먼트 중 16개에서 우승했다.
1956년 5월 27일, 깁슨은 프랑스 선수권 대회 단식에서 영국인 앤젤라 모티머를 꺾고 그랜드 슬램 토너먼트에서 우승한 최초의 아프리카계 미국인 선수가 되었다. 그녀는 또한 영국인 앤젤라 벅스턴과 파트너를 이루어 복식 타이틀도 획득했다. 그 시즌 후반에 그녀는 윔블던 복식 선수권 대회(벅스턴과 다시 함께), 로마의 이탈리아 선수권 대회를 포함한 5개 토너먼트에서 우승했으며, 뉴델리의 인도 선수권 대회와 실론의 아시아 선수권 대회에서도 우승했다. 그녀는 또한 윔블던 단식에서 준준결승에 진출하고 US 내셔널스 결승에 진출했지만, 모두 셜리 프라이에게 패했다.
1957년 시즌은 그녀 자신의 말로 "앨시아 깁슨의 해"였다. 7월, 깁슨은 당시 "테니스 세계 선수권 대회"로 여겨지던 윔블던에서 1번 시드를 받았고, 결승에서 달린 하드를 꺾고 단식 타이틀을 획득했다. 그녀는 이 토너먼트 80년 역사상 최초의 흑인 챔피언이자 엘리자베스 2세 여왕으로부터 직접 트로피를 받은 최초의 챔피언이었다. 그녀는 "영국 여왕과 악수하는 것은 버스에서 유색인 구역에 앉도록 강요받던 것과는 아주 다른 일이었다"고 말했다. 그녀는 복식 챔피언십도 2년 연속으로 획득했다.
귀국 후 깁슨은 제시 오언스에 이어 두 번째로 뉴욕 시에서 환영 퍼레이드를 받은 흑인 미국인이 되었고, 로버트 F. 와그너 주니어 시장은 그녀에게 도시의 최고 민간인 상인 브론즈 메달리온을 수여했다. 한 달 후 그녀는 루이즈 브로를 스트레이트 세트로 꺾고 첫 US 내셔널 챔피언십에서 우승했다. 그녀는 "윔블던 우승은 정말 멋진 일이었고, 나에게 큰 의미가 있었지만, 내 나라의 챔피언십에서 우승하는 것만큼은 아니다"라고 썼다. 총 1957년에 8개의 그랜드 슬램 대회 결승에 진출하여 윔블던과 US 내셔널 단식 타이틀, 윔블던과 호주 복식 챔피언십, US 혼합 복식 우승을 차지했으며, 호주 단식, US 복식, 윔블던 혼합 복식에서 2위를 차지했다. 시즌 말에 그녀는 US 와이트먼 컵 팀의 최초의 흑인 선수로서 또 다른 장벽을 깼고, 이 팀은 영국을 6대1로 꺾었다. 깁슨은 시즌 마지막 55경기와 1958년 첫 2경기에서 승리하여 57연승을 거두었다.
1958년, 깁슨은 윔블던과 US 내셔널 단식 타이틀을 성공적으로 방어했고, 세 번째로 다른 파트너와 함께 윔블던 복식 챔피언십에서 3년 연속 우승했다. 그녀는 1957년과 1958년 모두 미국과 세계에서 1위 여성으로 랭크되었고, 양년 모두 AP 통신으로부터 올해의 여성 선수로 선정되었으며, 1958년에는 80% 이상의 득표율을 얻었다. 그녀는 또한 스포츠 일러스트레이티드와 타임의 표지에 실린 최초의 흑인 여성이 되었다.

## 프로 경력
1958년 후반, 56개의 국내외 단식 및 복식 타이틀을 획득한 깁슨은 아마추어 테니스에서 은퇴했다. 오픈 시대 이전에는 주요 토너먼트에서 상금이 없었으며, 직접적인 스폰서 계약은 금지되었다. 선수들은 USTA에 의해 엄격하게 규제되는 경비 한도 내에서만 활동할 수 있었다. 그녀는 "솔직히 말해서, 내 재정 상태는 처참했다"고 썼다. "테니스 여왕이 되는 것은 좋지만, 왕관을 먹을 수는 없다. 세금 신고서에 왕좌를 첨부해서 국세청에 보낼 수도 없다. 집주인, 식료품점 주인, 세금 징수원은 그렇게 유머 감각이 없다. 그들은 현금을 좋아한다... 나는 빈 은행 계좌를 다스리고 있으며, 아마추어 테니스를 하면서 그 계좌를 채울 생각은 없다." 여성 프로 투어는 아직 15년이나 남았기 때문에 그녀의 기회는 주로 홍보 행사로 제한되었다. 1959년, 그녀는 할렘 글로브트로터 농구 경기 전에 파게로스와의 시범 경기에 참여하기로 계약했다. 투어가 끝난 후 그녀는 클리블랜드에서 열린 펩시 콜라 월드 프로 테니스 챔피언십에서 단식 및 복식 타이틀을 획득했지만, 상금은 500달러에 불과했다.
이 시기에 깁슨은 연예 산업에 대한 오랜 열망도 추구했다. 재능 있는 보컬리스트이자 색소폰 연주자였으며, 1943년 아폴로 극장 아마추어 재능 콘테스트에서 준우승을 차지하기도 했던 그녀는 1957년 W. C. 핸디의 84세 생일 기념 행사에서 월도프 아스토리아 호텔에서 전문 가수 데뷔를 했다. 닷 레코드의 한 임원은 그녀의 공연에 감명받아 대중적인 스탠더드 앨범을 녹음하도록 계약했다. 1959년에 <앨시아 깁슨 싱스>가 발매되었고, 깁슨은 그해 5월과 7월에 에드 설리번 쇼에서 두 곡을 불렀지만, 판매는 부진했다. 그녀는 TV 패널 쇼인 <왓츠 마이 라인?>에 유명 게스트로 출연했으며, 존 포드 감독의 영화 <존 웨인의 기병대>(1959)에서 노예 여인 역으로 캐스팅되었는데, 이 영화는 그녀가 대본에서 요구하는 전형적인 "흑인" 사투리로 말하기를 거부했다는 점이 주목할 만하다. 그녀는 또한 스포츠 해설가로 일했고, 다양한 제품의 인쇄 및 TV 광고에 출연했으며, 사회 문제와 지역사회 활동에 더 많이 참여했다. 1960년, 그녀의 첫 회고록인 <나는 항상 누군가가 되고 싶었다>가 스포츠 작가 에드 피츠제럴드와 함께 출판되었다.
그러나 그녀의 프로 테니스 경력은 진전이 없었다. 그녀는 "주변을 둘러보니, 내가 코트에서 꺾었던 일부 백인 테니스 선수들이 제안과 초청을 받고 있었다"고 썼다. "갑자기 나의 승리가 인종 장벽을 완전히 무너뜨린 것이 아니라는 것을 깨달았다. 어쩌면 순진하게도 그렇게 바랐을지도 모른다. 아니면 내가 그 장벽을 무너뜨렸다 해도, 내 뒤에서 다시 세워졌던 것이다." 그녀는 또한 윔블던 챔피언으로서의 지위를 바탕으로 올 잉글랜드 클럽 회원 가입을 반복적으로 신청했지만, 한 번도 받아들여지지 않았다고 언급했다. (그녀의 복식 파트너였던 앤젤라 벅스턴, 그녀는 유대인이었는데, 역시 회원 가입이 반복적으로 거부되었다.)
1964년, 37세의 나이에 깁슨은 여자 프로 골프 협회(LPGA) 투어에 참여한 최초의 아프리카계 미국인 여성이 되었다. 인종 차별은 계속해서 문제였다. 많은 호텔이 여전히 유색인종을 배제했고, 남부 전역과 북부 일부 지역의 컨트리 클럽 관계자들은 그녀의 대회 참가를 일상적으로 거부했다. 그녀가 대회에 참가할 때도 클럽하우스 출입이 금지되어 차 안에서 옷을 갈아입어야 하는 경우가 많았다. 그녀는 5년 동안 LPGA 상금 상위 50위 안에 들었으며, 디나 쇼어 토너먼트에서 자동차를 획득했지만, 평생 골프 수입은 25,000달러를 넘지 않았다.
깁슨은 여러 토너먼트에서 개별 라운드 동안 코스 기록을 깼지만, 그녀의 최고 순위는 1966년 27위였고, 최고 토너먼트 성적은 1970년 렌 임케 뷰익 오픈에서 3자 플레이오프 후 공동 2위였다. 그녀는 1978년 시즌 말에 프로 골프에서 은퇴했다. 주디 랜킨은 "앨시아는 어렸을 때 시작했다면 정말 대단한 선수가 되었을지도 모른다"고 말했다. "그녀는 골프에서 어려운 시기에 등장했지만, 많은 사람들의 지지를 얻었고, 조용히 변화를 만들어냈다."

## 은퇴 후
1959년, 은퇴 직후 깁슨은 존 포드 감독의 영화 <존 웨인의 기병대>에 출연하여 비록 조연이었지만 중요한 역할인 루키를 연기했다. 루키는 그린브라이어 농장의 여주인 미스 한나 헌터의 가정부(이자 노예)였다. 루키의 대사는 원래 깁슨이 불쾌하게 여기는 "흑인" 방언으로 쓰여 있었다. 그녀는 포드에게 대본대로 대사를 하지 않겠다고 통보했다. 포드는 배우들의 요구에 대한 불관용으로 악명 높았지만, 대본 수정을 동의했다.
1968년, 오픈 시대의 도래와 함께 깁슨은 다시 주요 테니스 토너먼트에 참가하기 시작했지만, 그때는 40대였기 때문에 젊은 선수들과 효과적으로 경쟁할 수 없었다.
1972년에 깁슨은 펩시콜라의 전국 이동 테니스 프로젝트를 운영하기 시작했는데, 이는 주요 도시의 소외된 지역에 휴대용 네트와 기타 장비를 제공하는 것이었다. 그녀는 다음 30년 동안 여러 다른 클리닉과 테니스 아웃리치 프로그램을 운영했으며, 레슬리 앨런과 지나 개리슨을 포함한 수많은 신흥 선수들을 코치했다. 개리슨은 2001년 회고록에서 "그녀는 나를 주니어 선수가 아니라 프로처럼 몰아붙였다"고 썼다. "내가 받은 기회는 그녀 덕분이다."
1970년대 초반, 깁슨은 뉴저지주 에식스군 공원 위원회에서 여성 스포츠 및 레크리에이션을 담당하기 시작했다. 1976년, 그녀는 뉴저지주 체육 위원으로 임명되었는데, 이는 전국에서 최초로 여성이 그러한 직책을 맡은 것이었지만, 1년 후 자율성 부족, 예산 감독 부족, 자금 부족으로 사임했다. 그녀는 "나는 허수아비가 되고 싶지 않다"고 말했다.
1976년 깁슨은 ABC 텔레비전 프로그램 슈퍼스타즈 결승에 진출하여 농구 슈팅과 볼링에서 1위를 차지하고 소프트볼 던지기에서 준우승을 차지했다.
1977년, 깁슨은 프랭크 J. 도드 현 에식스 카운티 주 상원의원에 대항하여 민주당 예비 선거에 도전했다. 그녀는 도드에 이어 2위를 차지했지만, 의원 엘드리지 호킨스보다는 앞섰다. 깁슨은 이스트오렌지, 뉴저지에서 레크리에이션 부서를 관리하게 되었다. 그녀는 또한 주 체육 통제 위원회에서 일했고, 주지사 신체 단련 및 스포츠 위원회의 감독관이 되었다.
깁슨은 1987년에 60세의 나이로 골프 복귀를 시도하여, 가장 나이 많은 현역 투어 선수가 되는 것을 목표로 했지만, 투어 카드를 다시 얻을 수 없었다. 두 번째 회고록인 <살아야 할 것이 너무 많다>에서 그녀는 이루지 못한 열망, 스폰서십 및 기타 전문직 기회의 부족, 그리고 수년 동안 그녀의 길을 가로막았던 온갖 장애물 등 자신의 실망감을 표명했다.

## 개인 생활과 말년
앨시아 깁슨은 1965년에 윌리엄 다르벤과 결혼했지만, 1976년에 이혼했다. 1983년에 그녀는 자신의 전성기 테니스 코치였던 시드니 르웰린과 결혼했지만, 이 결혼 또한 이혼으로 끝났다. 깁슨은 자녀가 없었다.
1980년대 후반, 깁슨은 두 번의 뇌출혈을 겪은 후 1992년에 뇌졸중을 겪으면서 건강이 악화되기 시작했다. 그로 인한 의료비는 상당한 재정적 어려움을 초래했다. 여러 테니스 단체에 도움을 요청했지만, 어떤 지원도 받지 못했다. 그녀의 상황은 전 복식 파트너인 앤젤라 벅스턴이 테니스 커뮤니티에 깁슨의 곤경을 공개적으로 알리면서 드러났고, 전 세계 후원자들로부터 거의 100만 달러에 달하는 기부금을 성공적으로 모금했다.
깁슨은 2003년 심장마비에서 살아남았지만, 같은 해 9월 28일 호흡기 및 방광 감염 합병증으로 사망했다. 그녀의 시신은 첫 남편 윌리엄 근처인 뉴저지주 오렌지의 로즈데일 묘지에 안장되었다.

## 유산

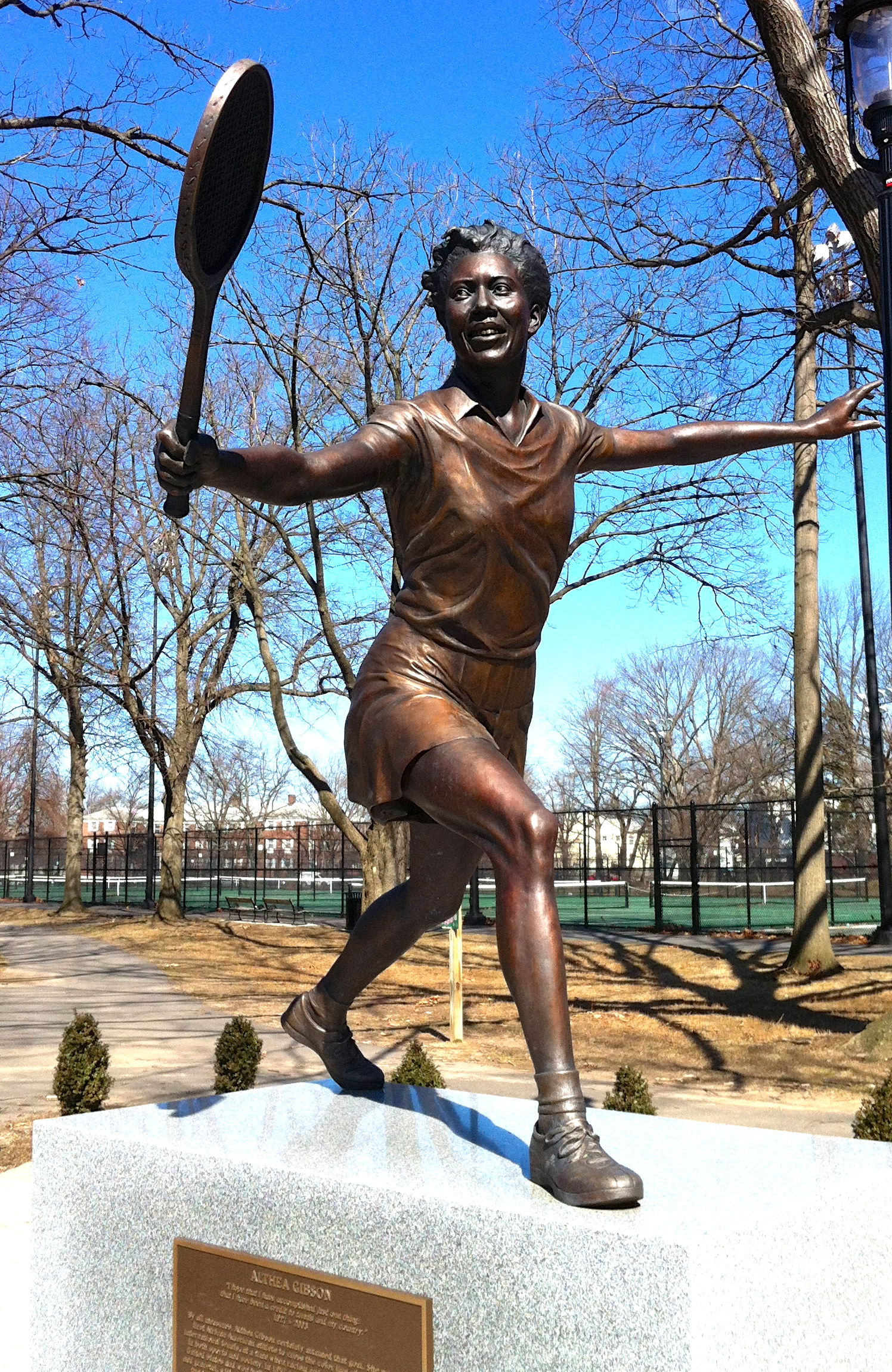
뉴어크, 뉴저지주에 있는 토마스 제이 워렌의 깁슨 동상. 그녀는 말년에 젊은 선수들을 위한 클리닉을 운영했던 코트(배경) 근처에 있다.

1971년에 이본 굴라공 (호주 원주민 선수)이 그랜드 슬램 챔피언십에서 우승하기까지 15년이 걸렸고, 1999년에 세리나 윌리엄스가 깁슨에게 편지와 질문 목록을 팩스로 보낸 지 얼마 되지 않아 그녀의 여섯 번의 US 오픈 중 첫 우승을 차지하기까지 43년이 걸렸다. 세리나의 언니 비너스는 2000년과 2001년에 윔블던과 US 오픈에서 연달아 우승하며 깁슨의 1957년과 1958년 업적을 재현했다.
깁슨이 US 내셔널스에서 마지막으로 우승한 지 10년 후, 아서 애시는 1968년 US 오픈에서 그랜드 슬램 단식 타이틀을 획득한 최초의 아프리카계 미국인 남성이 되었다. 빌리 진 킹은 "그녀가 없었다면 아서나 그 뒤를 이은 선수들에게 그렇게 쉽지는 않았을 것이다"라고 말했다.
1980년에 깁슨은 국제 여성 스포츠 명예의 전당에 처음으로 헌액된 여섯 명 중 한 명이 되었으며, 어밀리아 에어하트, 윌마 루돌프, 거트루드 에더를레, 베이브 디드릭슨, 패티 버그와 같은 선구자들과 어깨를 나란히 했다. 다른 헌액으로는 전국 잔디 테니스 명예의 전당, 국제 테니스 명예의 전당, 플로리다 스포츠 명예의 전당, 흑인 선수 명예의 전당, 뉴저지 스포츠 명예의 전당, 뉴저지 명예의 전당, 국제 학자-운동선수 명예의 전당, 그리고 전미 여성 명예의 전당 등이 있다. 그녀는 1988년에 전국 100 흑인 여성 연합으로부터 캔데이스 상을 받았다.
1991년, 깁슨은 전미 대학 체육 협회의 최고 영예인 시어도어 루스벨트 상을 수상한 최초의 여성이 되었다. 그녀는 "경쟁 우수성과 좋은 스포츠맨십의 최고 자질을 상징하고, 스포츠를 통해 여성과 소수 민족에게 기회를 확대하는 데 상당한 기여를 한" 공로를 인정받았다. <스포츠 일러스트레이티드 포 우먼>은 그녀를 "가장 위대한 여성 운동선수 100인" 목록에 올렸다.

1977년 스포츠 분야 여성에 대한 역사적 분석에서 뉴욕 타임스 칼럼니스트 윌리엄 C. 로든은 다음과 같이 썼다.
앨시아 깁슨과 윌마 루돌프는 의심할 여지 없이 스포츠 역사에서 흑인 여성들 중 가장 중요한 운동선수였다. 루돌프의 성취가 운동선수로서 여성의 가시성을 높였다면 ... 앨시아의 성취는 흑인 미국에 대한 심리사회적 영향 때문에 더 혁명적이었다. 윔블던이 어디에 있는지, 무엇인지 전혀 몰랐던 흑인들에게도, 그녀의 승리는 야구의 재키 로빈슨이나 복싱의 잭 존슨의 승리처럼, 흑인들이 기회가 주어지면 미국 사회의 어떤 수준에서도 경쟁할 수 있음을 다시 한번 증명했다.

2007년 US 오픈 개막일, 전신인 US 내셔널 챔피언십에서 그녀의 첫 승리 50주년을 기념하여 깁슨은 US 오픈 명예의 전당에 헌액되었다. USTA 회장 앨런 슈워츠는 기념식에서 다음과 같이 말했다.
[그녀의] 유산은 ... 프로 토너먼트 경기장뿐만 아니라 전국 학교와 공원에서도 살아 숨쉬고 있다. 흑인 아이, 히스패닉 아이, 이슬람 아이가 테니스 라켓을 처음 집어 들 때마다 앨시아는 또 다른 삶에 영향을 미친다. 그녀가 플레이하기 시작했을 때, 테니스 초보자 중 소수 민족은 5% 미만이었다. 오늘날, 약 30%가 소수 민족이며, 그 중 3분의 2는 아프리카계 미국인이다. 이것이 바로 그녀의 유산이다.

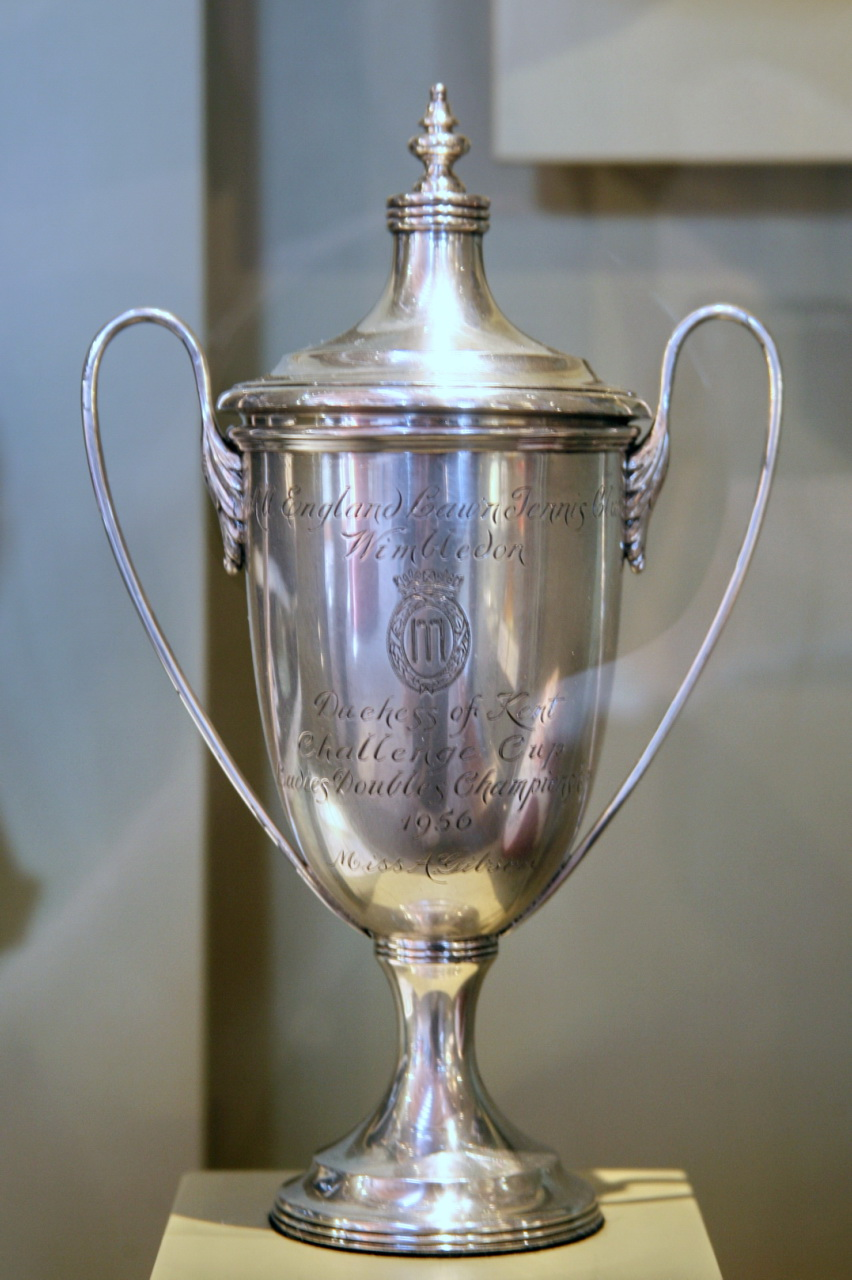
깁슨의 1956년 윔블던 복식 트로피, 그녀의 세 번의 우승 중 첫 번째이자 아프리카계 미국인으로서 획득한 최초의 윔블던 트로피

깁슨의 다섯 개의 윔블던 트로피는 스미스소니언 연구소 국립 미국사 박물관에 전시되어 있다. 앨시아 깁슨 컵 시니어 토너먼트는 국제 테니스 연맹(ITF)의 후원으로 매년 크로아티아에서 개최된다. 앨시아 깁슨 재단은 도시 환경에 거주하는 재능 있는 골프 및 테니스 선수들을 발굴하고 지원한다. 2005년, 깁슨의 친구 빌 코스비는 그녀의 모교인 플로리다 A&M 대학교에 앨시아 깁슨 장학금을 기부했다.
2009년 9월, 윌밍턴, 노스캐롤라이나는 새로운 커뮤니티 테니스 코트 시설을 엠피 파크 내 앨시아 깁슨 테니스 단지로 명명했다. 그녀를 기려 명명된 다른 테니스 시설로는 매닝 고등학교(사우스캐롤라이나주 실버의 그녀의 출생지 근처), 찰스턴, 사우스캐롤라이나주의 패밀리 서클 테니스 센터, 그리고 플로리다 A&M 대학교가 있다.
2012년, 조각가 토마스 제이 워렌이 만든 청동상이 뉴어크, 뉴저지주의 브랜치 브룩 공원에 헌정되었는데, 이 공원은 그녀가 말년에 젊은 선수들을 위한 클리닉을 운영했던 코트 근처에 있다.
2013년 8월, 미국 우정청은 깁슨을 기리는 우표를 발행했는데, 이는 흑인 유산 시리즈의 36번째였다. PBS의 아메리칸 마스터즈 시리즈를 위해 제작된 다큐멘터리 <앨시아>는 2015년 9월에 초연되었다.
2017년 11월, 파리 시의회는 파리 12구에 공공 다목적 체육관인 알테아 깁슨 체육관을 개장했다. 깁슨은 2025년에 아메리칸 우먼 쿼터스 프로그램의 마지막 해의 일환으로 미국 쿼터에 기념될 예정이다.
2018년, USTA는 US 오픈 경기장인 플러싱 메도우즈에 깁슨을 기리는 동상을 세우기로 만장일치로 결정했다. 조각가 에릭 굴더가 제작하여 2019년에 공개된 이 동상은, 챔피언을 기리기 위해 플러싱 메도우즈에 세워진 두 번째 기념물이다. 굴더는 "앨시아는 세상을 재정립하고 우리가 가능하다고 생각했던 것들을 바꿔놓았다"고 말했다. "우리는 여전히 고군분투하고 있지만, 그녀가 길을 열었다."
"나는 단 한 가지라도 이루었기를 바란다"고 그녀는 1958년 은퇴 연설에서 말했다. "테니스와 우리나라에 기여했기를 바란다." 뉴어크에 있는 그녀의 동상에 새겨진 비문에는 "모든 면에서 앨시아 깁슨은 분명히 그 목표를 달성했다"고 적혀 있다.

## 그랜드 슬램 결승

### 단식: 7 (우승 5회, 준우승 2회)
| 결과   | 연도 | 대회               | 서브   | 상대          | 스코어        | 각주    |
| ------ | ---- | ------------------ | ------ | ------------- | ------------- | ------- |
| 우승   | 1956 | 프랑스 선수권 대회 | 클레이 | 앤젤라 모티머 | 6–0, 12–10    | [ 126 ] |
| 준우승 | 1956 | US 챔피언십        | 잔디   | 셜리 프라이   | 3–6, 4–6      | [ 127 ] |
| 준우승 | 1957 | 호주 선수권 대회   | 잔디   | 셜리 프라이   | 3–6, 4–6      | [ 128 ] |
| 우승   | 1957 | 윔블던             | 잔디   | 달린 하드     | 6–3, 6–2      | [ 129 ] |
| 우승   | 1957 | US 챔피언십        | 잔디   | 루이즈 브로   | 6–3, 6–2      | [ 127 ] |
| 우승   | 1958 | 윔블던 (2)         | 잔디   | 앤젤라 모티머 | 8–6, 6–2      | [ 130 ] |
| 우승   | 1958 | US 챔피언십 (2)    | 잔디   | 달린 하드     | 3–6, 6–1, 6–2 | [ 127 ] |

참고: (#)는 당시 토너먼트에서 그녀의 단식 우승 횟수를 나타낸다.

### 복식: 7 (우승 5회, 준우승 2회)
| 결과   | 연도 | 대회               | 서브   | 파트너        | 상대                                  | 스코어        | 각주    |
| ------ | ---- | ------------------ | ------ | ------------- | ------------------------------------- | ------------- | ------- |
| 우승   | 1956 | 프랑스 선수권 대회 | 클레이 | 앤젤라 벅스턴 | 달린 하드 도로시 헤드 크노드          | 6–8, 8–6, 6–1 | [ 27 ]  |
| 우승   | 1956 | 윔블던             | 잔디   | 앤젤라 벅스턴 | 페이 뮐러 다프네 시니                 | 6–1, 8–6      | [ 131 ] |
| 우승   | 1957 | 호주 선수권 대회   | 잔디   | 셜리 프라이   | 메리 비비스 호턴 델마 코인 롱         | 6–2, 6–1      | [ 132 ] |
| 우승   | 1957 | 윔블던 (2)         | 잔디   | 달린 하드     | 메리 비비스 호턴 델마 코인 롱         | 6–1, 6–2      | [ 133 ] |
| 준우승 | 1957 | US 챔피언십        | 잔디   | 달린 하드     | 루이즈 브로 마거릿 오스본 듀폰        | 2–6, 5–7      | [ 134 ] |
| 우승   | 1958 | 윔블던 (3)         | 잔디   | 마리아 부에노 | 마거릿 오스본 듀폰 마거릿 바너 블로스 | 6–3, 7–5      | [ 135 ] |
| 준우승 | 1958 | US 챔피언십        | 잔디   | 마리아 부에노 | 달린 하드 잔 아스                     | 6–2, 3–6, 4–6 | [ 134 ] |

참고: (#)는 당시 토너먼트에서 그녀의 복식 우승 횟수를 나타낸다.

### 혼합 복식: 4 (우승 1회, 준우승 3회)
| 결과   | 연도 | 대회        | 서브 | 파트너        | 상대                      | 스코어        | 각주    |
| ------ | ---- | ----------- | ---- | ------------- | ------------------------- | ------------- | ------- |
| 준우승 | 1956 | 윔블던      | 잔디 | 가드나 멀로이 | 셜리 프라이 빅 세이샤스   | 6–2, 2–6, 5–7 | [ 136 ] |
| 준우승 | 1957 | 윔블던      | 잔디 | 닐 프레이저   | 달린 하드 머빈 로즈       | 4–6, 5–7      | [ 137 ] |
| 우승   | 1957 | US 챔피언십 | 잔디 | 커트 닐센     | 달린 하드 로버트 하우     | 6–3, 9–7      | [ 138 ] |
| 준우승 | 1958 | 윔블던      | 잔디 | 커트 닐센     | 로레인 코글런 로버트 하우 | 3–6, 11–13    | [ 139 ] |

## 그랜드 슬램 토너먼트 성적 타임라인
| W | F | SF | QF | #R | RR | Q# | DNQ | A | NH |

### 단식
| 대회               | 1950 | 1951 | 1952 | 1953 | 1954 | 1955 | 1956 | 1957 | 1958 | SR     | 승–패 | 승률 |
| ------------------ | ---- | ---- | ---- | ---- | ---- | ---- | ---- | ---- | ---- | ------ | ----- | ---- |
| 호주 선수권 대회   | A    | A    | A    | A    | A    | A    | A    | F    | A    | 0 / 1  | 4–1   | 80%  |
| 프랑스 선수권 대회 | A    | A    | A    | A    | A    | A    | W    | A    | A    | 1 / 1  | 6–0   | 100% |
| 윔블던 선수권 대회 | A    | 3R   | A    | A    | A    | A    | QF   | W    | W    | 2 / 4  | 17–2  | 89%  |
| US 챔피언십        | 2R   | 3R   | 3R   | QF   | 1R   | 3R   | F    | W    | W    | 2 / 9  | 27–7  | 79%  |
| 승–패              | 1–1  | 3–2  | 2–1  | 3–1  | 0–1  | 2–1  | 15–2 | 16–1 | 12–0 | 5 / 15 | 54–10 | 84%  |

출처:

## 같이 보기
- 아프리카계 미국인의 최초 목록
- 한 개 이상의 그랜드 슬램 결승에 진출한 모든 여자 테니스 선수의 성적 타임라인

## 더 읽어보기
- Lansbury, Jennifer. A spectacular leap: black women athletes in twentieth-century America. University of Arkansas Press, 2014, Fayetteville. ISBN 9781557286581.

## 참고 문헌
- Gibson, Althea (1958).  Fitzgerald, E., 편집. 《I Always Wanted to Be Somebody》 Hacover판. New York: Harper & Brothers. ISBN 0060115157.
- Gibson, Althea; Curtis, Richard (1968). 《So Much to Live For》 Hacover판. New York: Putnam. ASIN B0006BVL5Q.
- Gray, Frances Clayton; Lamb, Yanick Rice (2004). 《Born to Win: The Authorized Biography of Althea Gibson》 Hacover판. Hoboken, New Jersey: John Wiley & Sons. ISBN 978-0471471653.
- Schoenfeld, Bruce (2005). 《The Match: Althea Gibson & Angela Buxton: How Two Outsiders—One Black, the Other Jewish—Forged a Friendship and Made Sports History》 Paperback판. New York: Harper. ISBN 006052653X.
- Brown, Ashley (2023). 《Serving Herself: The Life and Times of Althea Gibson》. Oxford University Press. ISBN 978-0197551752.